# Sułtan Segizbajew
Sułtan Segizbajew (ros. Султан Сегизбаев, kaz. Сұлтан Сегізбаев, ur. w październiku 1899 w kiszłaku Dżagabajły w obwodzie syrdaryjskim, zm. 25 lutego 1939 w Moskwie) – radziecki polityk, działacz partyjny.

## Życiorys
W 1918 wstąpił do RKP(b) i został przewodniczącym gminnego komitetu Komunistycznej Partii (bolszewików) Turkiestanu, od 1919 do 1921 służył w Armii Czerwonej, następnie był sekretarzem odpowiedzialnym KC Związku "Koszczi" Turkiestańskiej ASRR i sekretarzem odpowiedzialnym Komitetu Obwodowego KP(b)T w Ferganie. W 1924 został instruktorem KC KP(b)T, potem był sekretarzem odpowiedzialnym Komitetu Powiatowego KP(b)T w Taszkencie i zastępcą kierownika Wydziału Agitacyjno-Propagandowego KC KP(b)T i od lutego 1925 instruktorem Komitetu Okręgowego KP(b)U w Starobielsku. Od 1925 do 1930 studiował w Instytucie Czerwonej Profesury, po czym został sekretarzem komitetu WKP(b) tego instytutu, a następnie wykładowcą ekonomii politycznej w Państwowym Instytucie Dziennikarstwa oraz dziekanem wieczorowego Komunistycznego Uniwersytetu przy Instytucie Czerwonej Profesury i dyrektorem Środkowoazjatyckiej Filii Wszechzwiązkowej Akademii Nauk Rolniczych im. Lenina i dyrektorem Środkowoazjatyckiego Instytutu Uprawy Bawełny. Do 1932 kierował grupą irygacyjną bawełny Centralnej Komisji Kontrolnej WKP(b)/Ludowego Komisariatu Inspekcji Robotniczo-Chłopskiej ZSRR, w 1932 został zastępcą kierownika, potem kierownikiem Wydziału Organizacyjno-Instruktorskiego Kazachskiego Komitetu Krajowego WKP(b). Od 1934 do 1937 kierował Wydziałem Rolnym Kazachskiego Komitetu Krajowego WKP(b), od 3 kwietnia do listopada 1937 był I sekretarzem Północnokazachstańskiego Komitetu Obwodowego WKP(b)/Komunistycznej Partii (bolszewików) Kazachstanu, a od października 1937 do lipca 1938 przewodniczącym Rady Komisarzy Ludowych Uzbeckiej SRR. W październiku 1924 został odznaczony Orderem Czerwonego Sztandaru. Pełniąc funkcję przewodniczącego Rady Komisarzy Ludowych Uzbeckiej SRR wchodził w skład tzw. trójki NKWD realizującej stalinowski terror. W 1937 został deputowanym do Rady Najwyższej ZSRR.
W 1938 podczas wielkiego terroru został aresztowany, następnie skazany na śmierć i rozstrzelany.